# کارفور پلنت
کارفور پلنت (انگلیسی: Carrefour Planet) شرکت عمده‌فروشی فرانسوی است، که در سال ۲۰۱۰ توسط شرکت کارفور تأسیس شد.